# Солотушка врела
Солотушка врела су некаптирани извори на крајњем источном делу Националног парка Тара, чине реку Солотушу која представља границу између планине Таре и висоравни Поникве.
Врела су настала загатом кречњака пешчарима. Оба врела су сифонска са термалном водом температуре 10—20°c. Солотушко врело Подград, са леве долинске стране (522 м.н.в.), има издашност 100л/с, док Јеринини извори, са десне долинске стране (555 м.н.в.) је издашности од 20л/с. Уз стари град Солотник и цркву представљају излетничку локацију.